# Velešov
Velešov (německy Welschau) je malá vesnice, část městyse Větrný Jeníkov v okrese Jihlava. Nachází se asi 2,5 km na severozápad od Větrného Jeníkova. V roce 2009 zde bylo evidováno 12 adres. V roce 2001 zde trvale žilo 15 obyvatel.
Velešov je také název katastrálního území o rozloze 2,88 km2.

## Název
Název se vyvíjel od varianty Welechow (1226), Welissow (1379), Welschau (1787), Welessow (1843). Místní jméno vzniklo z osobního jména Veliš.

## Historie
První písemná zmínka o obci pochází z roku 1226. Od roku 1869 spadá pod Větrný Jeníkov.

## Přírodní poměry
Velešov leží v okrese Jihlava v Kraji Vysočina. Nachází se 3,5 km jižně od Slavníče, 3 km západně od Zbinoh, 2,5 km severozápadně od Větrného Jeníkova a 1,5 km severovýchodně od Kalhova. Geomorfologicky je oblast součástí Česko-moravské subprovincie, konkrétně Křemešnické vrchoviny a jejího podcelku Humpolecká vrchovina, v jejíž rámci spadá pod geomorfologický okrsek Jeníkovská vrchovina. Průměrná nadmořská výška činí 653 metrů. Nejvyšší bod, Temník (661 m n. m.), leží severně od vsi. Severně od Velešova pramení Nohavický potok.

## Obyvatelstvo
Podle sčítání 1921 zde žilo v 10 domech 54 obyvatel, z nichž bylo 26 žen. 54 obyvatel se hlásilo k československé národnosti. Žilo zde 50 římských katolíků, 1 evangelík a 2 příslušníci Církve československé husitské.
| Rok            | 1869 | 1880 | 1890 | 1900 | 1910 | 1921 | 1930 | 1950 | 1961 | 1970 | 1980 | 1991 | 2001 | 2011 |
| -------------- | ---- | ---- | ---- | ---- | ---- | ---- | ---- | ---- | ---- | ---- | ---- | ---- | ---- | ---- |
| Počet obyvatel | 87   | 86   | 73   | 66   | 57   | 54   | 49   | 38   | 34   | 16   | 19   | 17   | 15   | 12   |

## Hospodářství a doprava
Velešovem prochází silnice III. třídy č. 3483 z Větrného Jeníkova do Pavlova u Herálce a č. 13110 do Kalhova. Vede tudy zeleně značená turistická trasa.

## Školství, kultura a sport
Místní děti dojíždějí do základní školy ve Větrném Jeníkově.

## Pamětihodnosti
- Zděná zvonice z roku 1829, u ní pamětní kámen datovaný 1827

## Galerie

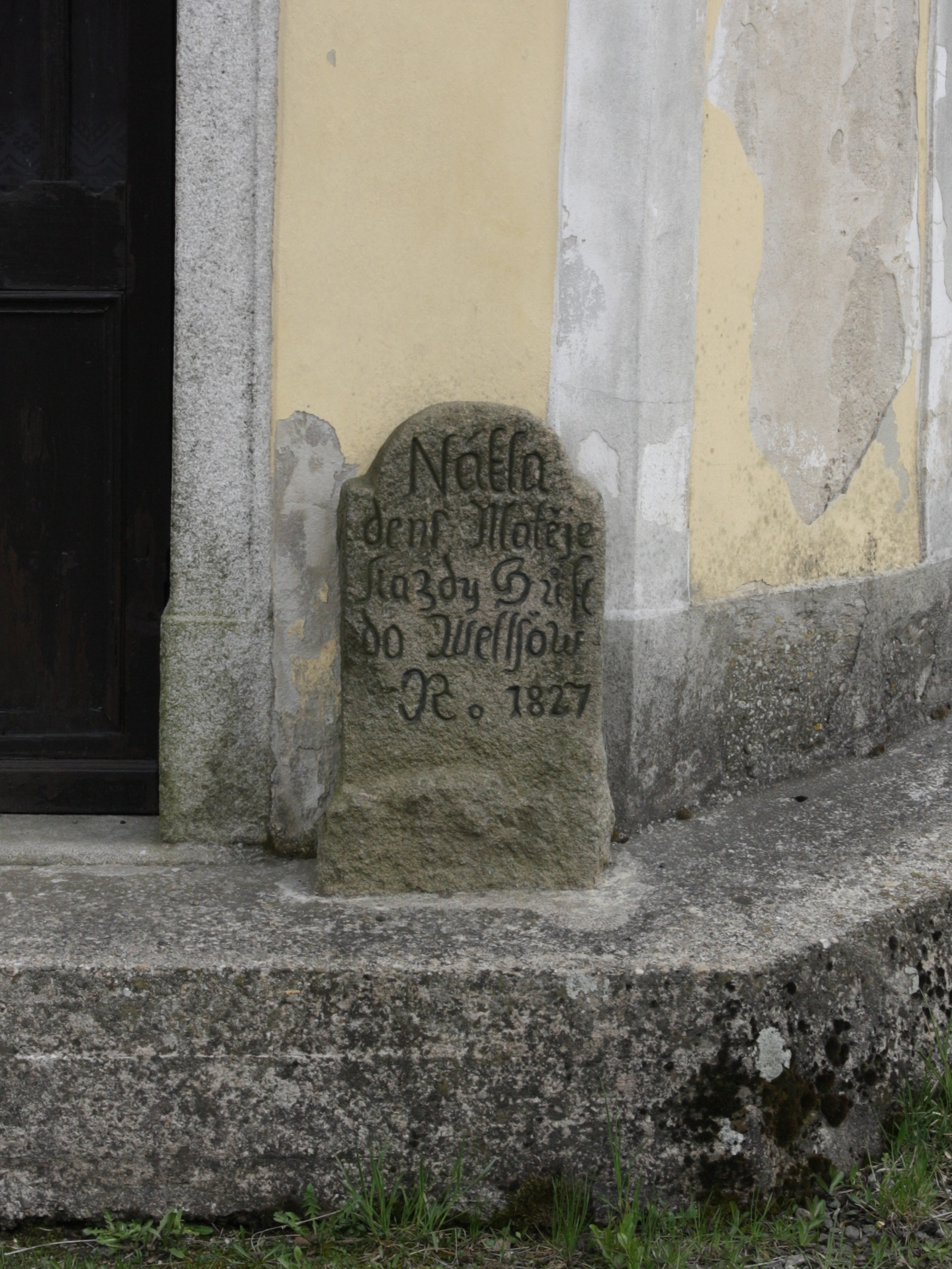
pamětní kámen u zvonice
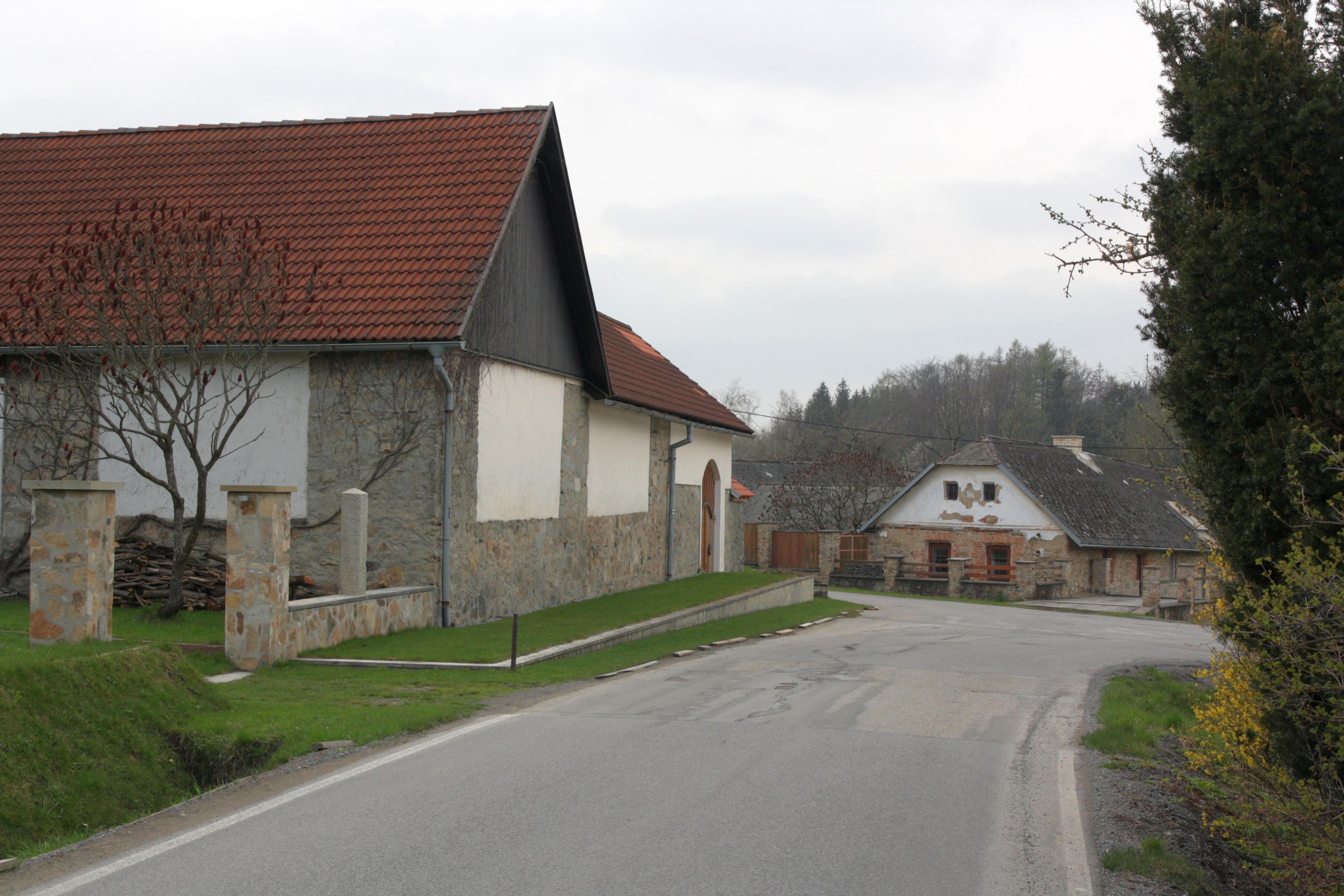
domy čp. 2 a 9
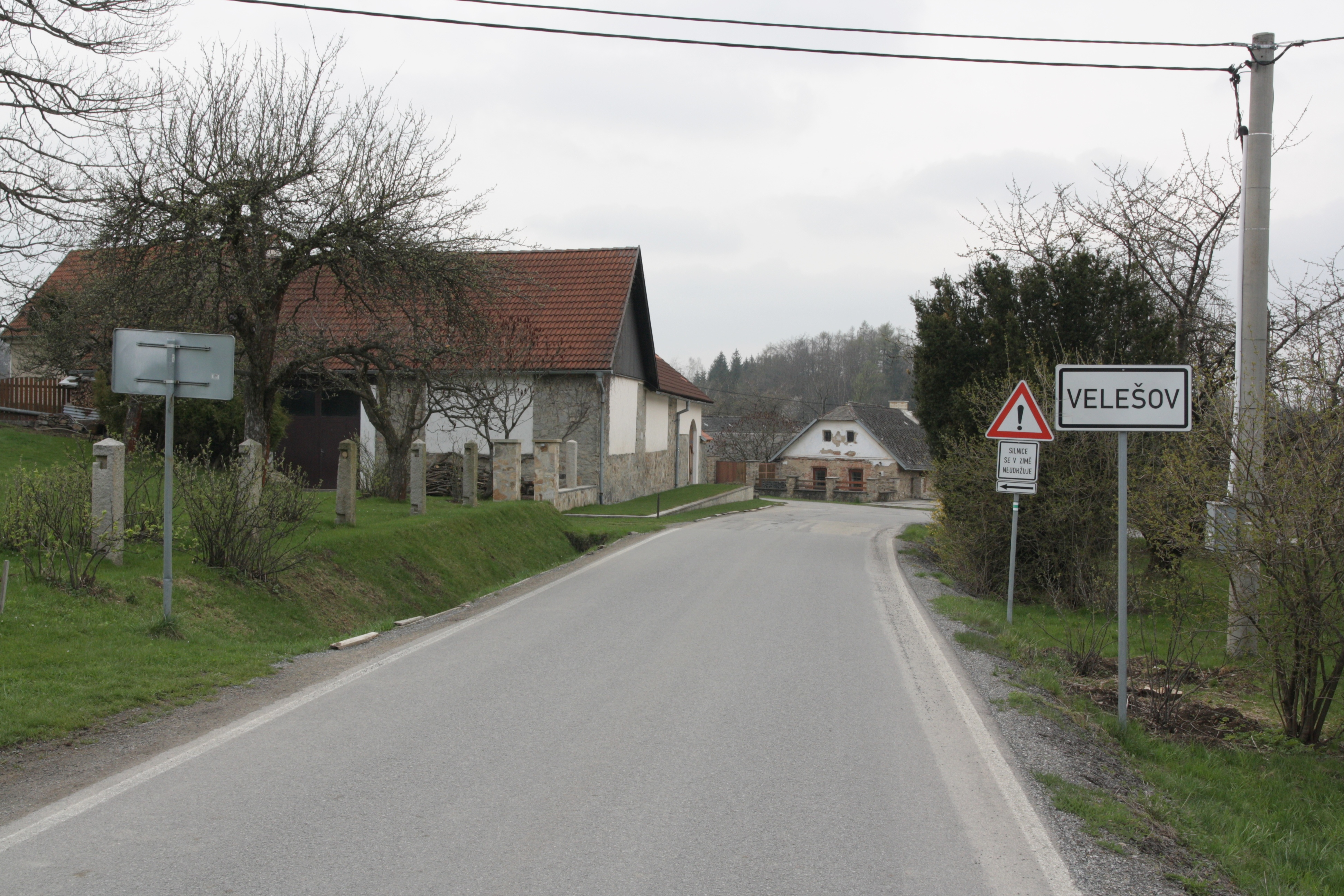
příjezd od Větrného Jeníkova